# 劉素馨
刘素馨，五代十国位于岭南地区的南汉国女性人物，南汉国公主。
其父不详，《大清一统志》称她体质绝艳，死后葬在恩州阳江县东。墓冢上长出那悉茗花，于是称她为素馨。南汉第四代皇帝後主劉鋹的后宫又有素馨。因她非常喜欢戴白花，于是把这种花称之为素馨花。死后葬在兴王府（今广东省广州市）西北。梁廷枏《南漢書》以两个素馨，虽然故事雷同，但一位是皇女，葬在阳江县，一位是后宫，葬在兴王府，所以为二人分别作传。